# Rut Rex-Viehöver
Rut Rex-Viehöver (* 15. Juli 1931 in Saarbrücken) ist eine deutsche Sängerin,  Schauspielerin und Musicaldarstellerin.

## Leben
Die Tochter eines Möbelhändlers besuchte das Gymnasium und die Ballettschule. Bei Johannes Treffny erhielt sie Gesangsunterricht. In Zürich nahm sie Tanzunterricht bei Mary Wigman und erwarb ihr Tänzerinnendiplom. Am 15. Juli 1947 heiratete sie in Saarbrücken den Oberleutnant a. D. der Luftwaffe und Hypnotherapeuten Dr. Gerhard Rex. Sie wurde Mutter eines Sohnes. Danach bewarb sie sich beim staatlichen Konservatorium um Aufnahme in die Schauspielklasse. Sie scheiterte an der Aufnahmeprüfung, erhielt aber die Genehmigung zur Abschlussprüfung vor der Bühnengenossenschaft in Frankfurt am Main, die sie bestand.
Ihr erstes Engagement erhielt sie unter dem Künstlernamen Rut Gerhard als Sängerin und Tänzerin am Theater Saarbrücken. Sie agierte in musikalischen Lustspielen, darunter als Irma in Meine Schwester und ich und zuletzt in Kiss Me, Kate.
Sie betätigte sich dann jahrelang ausschließlich als Geschäftsführerin des Kaufhauses Rex in Saarbrücken. Erst Peter Kreuder veranlasste sie am 5. September 1958 bei der Uraufführung seines Musicals Madame Scandaleuse am Raimundtheater in Wien als Bühnentochter von Zarah Leander zu einer Rückkehr.
Reporter Wolfgang Rademann änderte anlässlich der Berliner Premiere von Madame Scandaleuse im Titania-Palast am 29. Oktober 1958 ihren Künstlernamen in Rut Rex-Gerhard und schließlich in ihren echten Namen Rut Rex. Damit begründete er zielbewusst ihr künftiges Image als Sexbombe
„Sexy Rexy“. Danach war sie unter anderem 1962 Partnerin von Freddy Quinn in dem Musical Heimweh nach St. Pauli am Operettenhaus in Hamburg. Am Berliner Funkturm verkörperte sie die Juliska in Maske in Blau. Danach unterbrach sie erneut ihre Karriere und wurde ein zweites Mal Mutter eines Sohnes. Am Theater an der Wien stand sie anschließend wieder neben Freddy Quinn in Heimweh nach St. Pauli auf der Bühne.
1967 erschienen erste Gesangsaufnahmen von ihr auf Schallplatte. 1969 trat sie im Lenbachhaus in München mit gesungenen Texten von Erich Kästner erstmals als Diseuse auf. 1970 erhielt sie eine 45-Minuten-Fernsehshow mit dem Titel Sexbombe mit Tick. Es folgten mehrere Auftritte bei Fernsehsendungen, bei denen sie vor allem Musicalnummern sang. Sie stand auch weiterhin auf der Bühne, zum Beispiel in Berlin als Titelfigur in Das Opfer Helena.
Am 22. Dezember 1971 wurde sie von ihrem bisherigen Ehemann geschieden, am 28. Januar 1972 heiratete sie den ZDF-Programmdirektor Joseph Viehöver (1925–1973). Unter dem Titel Schön, daß du da bist erschien kurz darauf ihre erste Langspielplatte bei EMI. Sie wirkte als Nebendarstellerin in mehreren Spielfilmen mit. In Alter Kahn und junge Liebe gab sie mit Warum sind die Männer so müde? eine Gesangseinlage. Die 1972 geplante zehnteilige Serie Hilfe, meine Mutti singt mit ihr in der Hauptrolle kam nicht zustande.

## Filmografie
- 1959: Laß mich am Sonntag nicht allein
- 1960: Im weißen Rößl
- 1964: Urlaub in der Badewanne (Serie So ein süßes kleines Biest )
- 1966: Rhein-Melodie – Wein, Gesang und gute Laune (Fernsehfilm) mit Louis Armstrong
- 1969: Hals- und Beinbruch (Fernsehfilm)
- 1969: Der Musikboxer – Ein Schlagabtausch nach Noten (Fernsehmehrteiler)
- 1970: Erbe gesucht – Theater vorhanden (Fernsehfilm)
- 1970: Sexbombe mit Tick (Fernsehfilm)
- 1970: Was ist denn bloß mit Willi los?
- 1970: Starparade
- 1970: Nightclub (Fernsehserie, 1 Folge)
- 1971: Hurra, wir sind mal wieder Junggesellen!
- 1971: Jugoslawien: Der Schatzsucher (Serie Familie Werner auf Reisen)
- 1971: Scala heute – Revue mit neuen Bildern und alten Erinnerungen (Fernsehspecial)
- 1971: Unser Willi ist der Beste
- 1971: Wer ist hier Direktor? (Serie Hei-Wi-Tip-Top)
- 1971: Tanz-Café (Fernsehserie, 2 Folgen)
- 1971: No, No Nanette
- 1972: Grün ist die Heide
- 1973: Neues vom Kleinstadtbahnhof (Fernsehserie, 3 Folgen)
- 1973: Alter Kahn und junge Liebe
- 1973: Schwarzwaldmädel
- 1974: Schwarzwaldfahrt aus Liebeskummer
- 1974: Wetterleuchten über dem Zillertal
- 1974: Hit-Journal (Fernsehserie, 1 Folge)
- 1975: Dalli Dalli
- 1975: Russisches Roulette (Serie Bitte keine Polizei)
- 1977: Griechische Feigen
- 1996: Vorsicht Falle! (Fernsehserie, 1 Folge)
- 2000: Zimmer mit Frühstück (Fernsehfilm)
- 2005: Die Patriarchin (Fernsehmehrteiler, 2 Folgen)